# Ваггойзель
Вагойзель (нім. Waghäusel) — місто в Німеччині, знаходиться в землі Баден-Вюртемберг. Підпорядковується адміністративному округу Карлсруе. Входить до складу району Карлсруе.
Площа — 42,84 км2. Населення становить 21 079 ос. (станом на 31 грудня 2020).